# Rio delle Due Torri

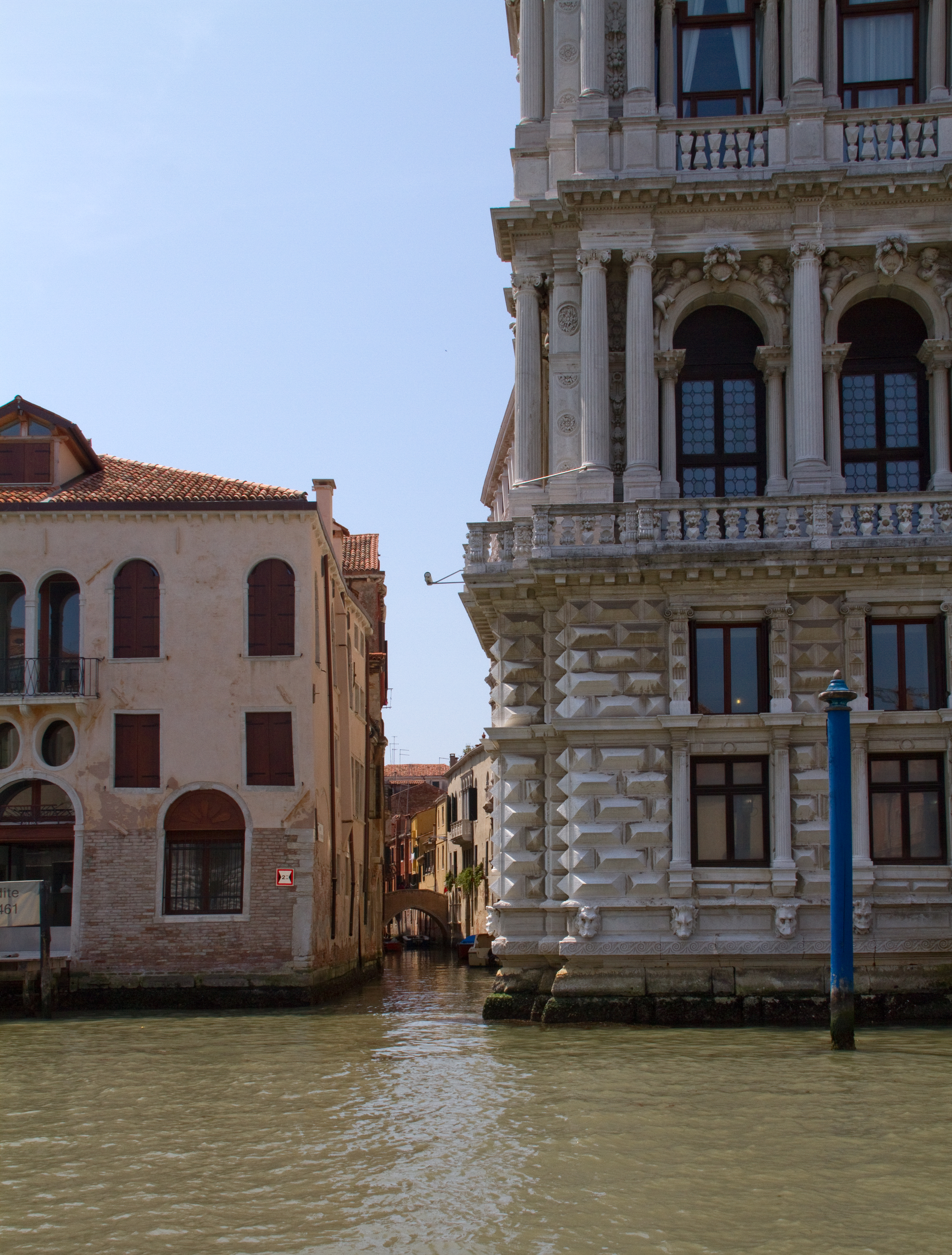
Le rio débouchant à gauche du Ca'Pesaro

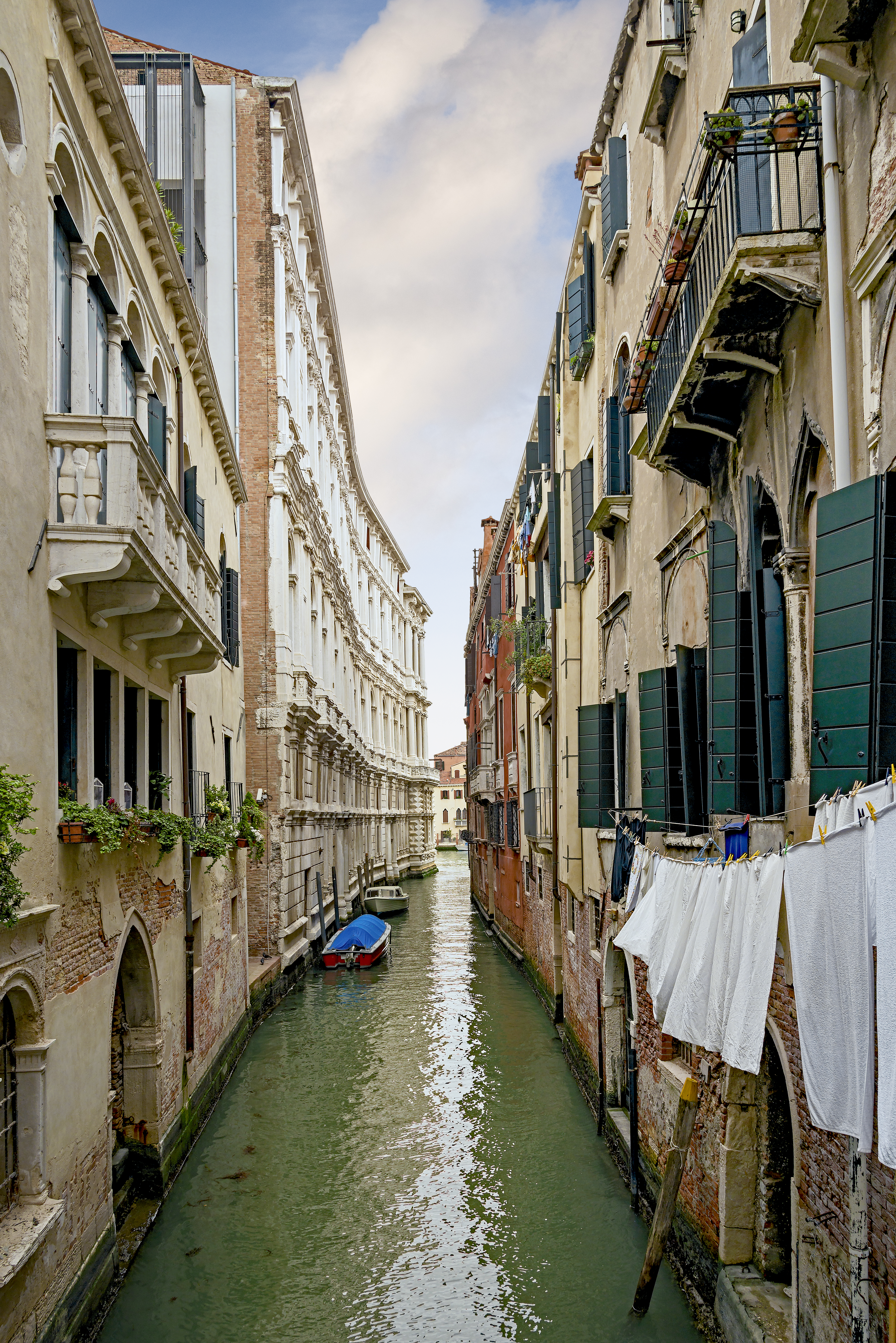
Le rio, vue vers le nord du Ponte del Ravano, à gauche Ca' Pesaro

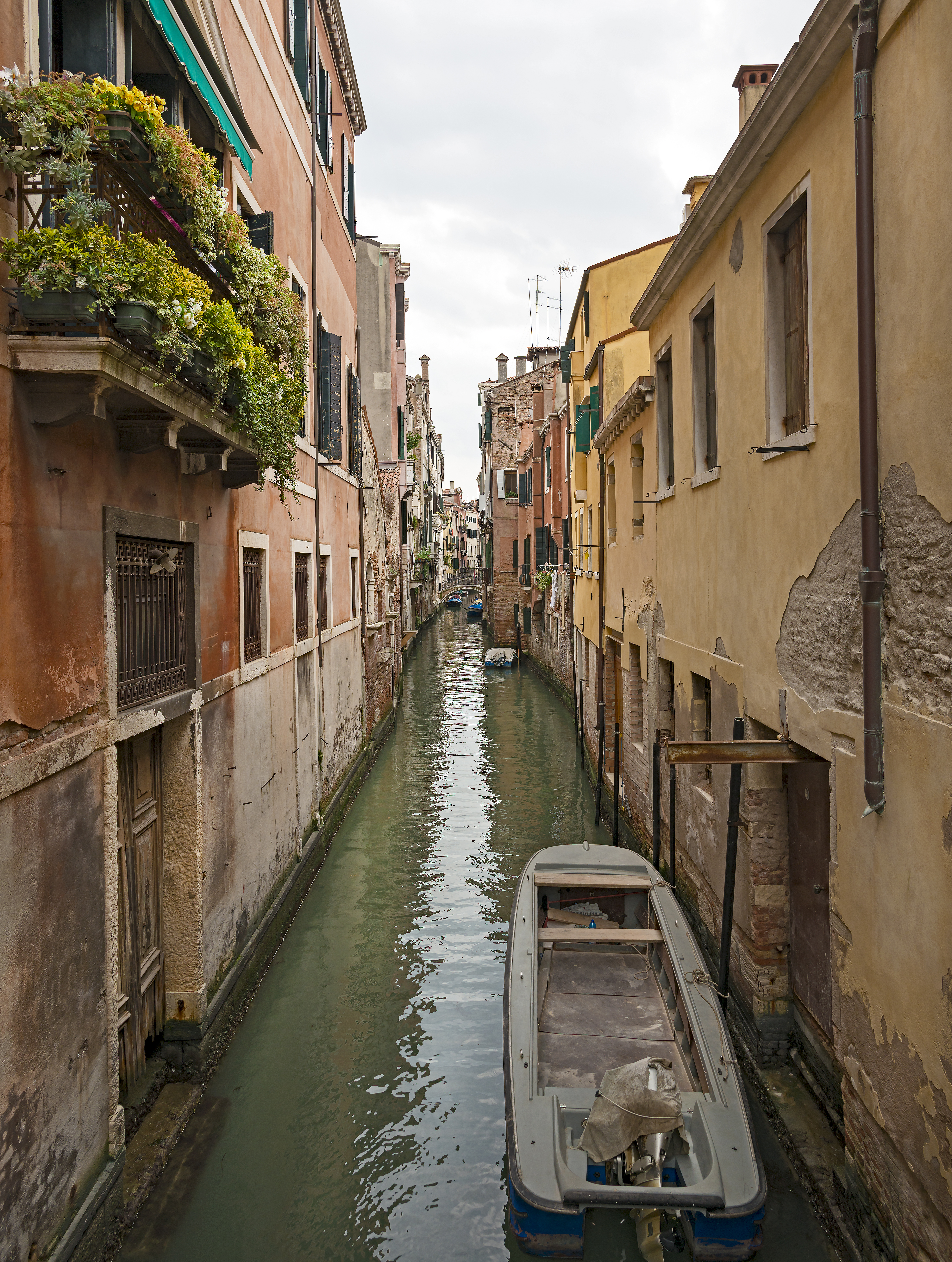
Le rio, vue vers le sud du Ponte del Ravano, au pont Santa Maria Mater Domini

Le rio delle Due Torri (en vénitien de le do Torre; canal des deux Tour(elles)) ou Rio de Santa Maria Mater Domini est un canal de Venise dans le sestiere de Santa Croce.

## Description
Le rio de le do Torre a une longueur de 72 m. Il prolonge le rio de San Polo à sa jonction avec le rielo de Ca'Bernardo vers le nord-est, où il devient rio de S.M.Mater Domini après la jonction avec le Rio de San Boldo. 
Le rio de S.M. Mater Domini a une longueur de 697 m et relie en sens nord-nord-est le Grand Canal.

## Toponymie
- Le nom provient d'une maison dotée de deux tours angulaires, qui se trouva ici vers 1105, à l'époque du fameux incendie dévastateur; des textes vénitiens de 1514 parlent encore de cette casa da le do tore. Il était de coutume d'ajouter des tours aux bâtisses lors de discordes civiles.

- L'autre nom provient de l'Église Santa Maria Mater Domini, proche.

## Situation et monument remarquables
Ce rio longe :
Côté nord-ouest
- le Ca' Pesaro à son embouchure.
- Le Rio S.Boldo

Côté Sud-est
- le Palazzo Donà Sangiantoffetti à son embouchure
- le Palazzo Moro
- le Palazzo Manzoni
- le Palazzo Gozzi
- le Palazzo Agnella
- le rio della Madonnetta
- la Ca' Bernardo

### Ponts
Ce rio est traversé par quatre ponts (de nord en sud):

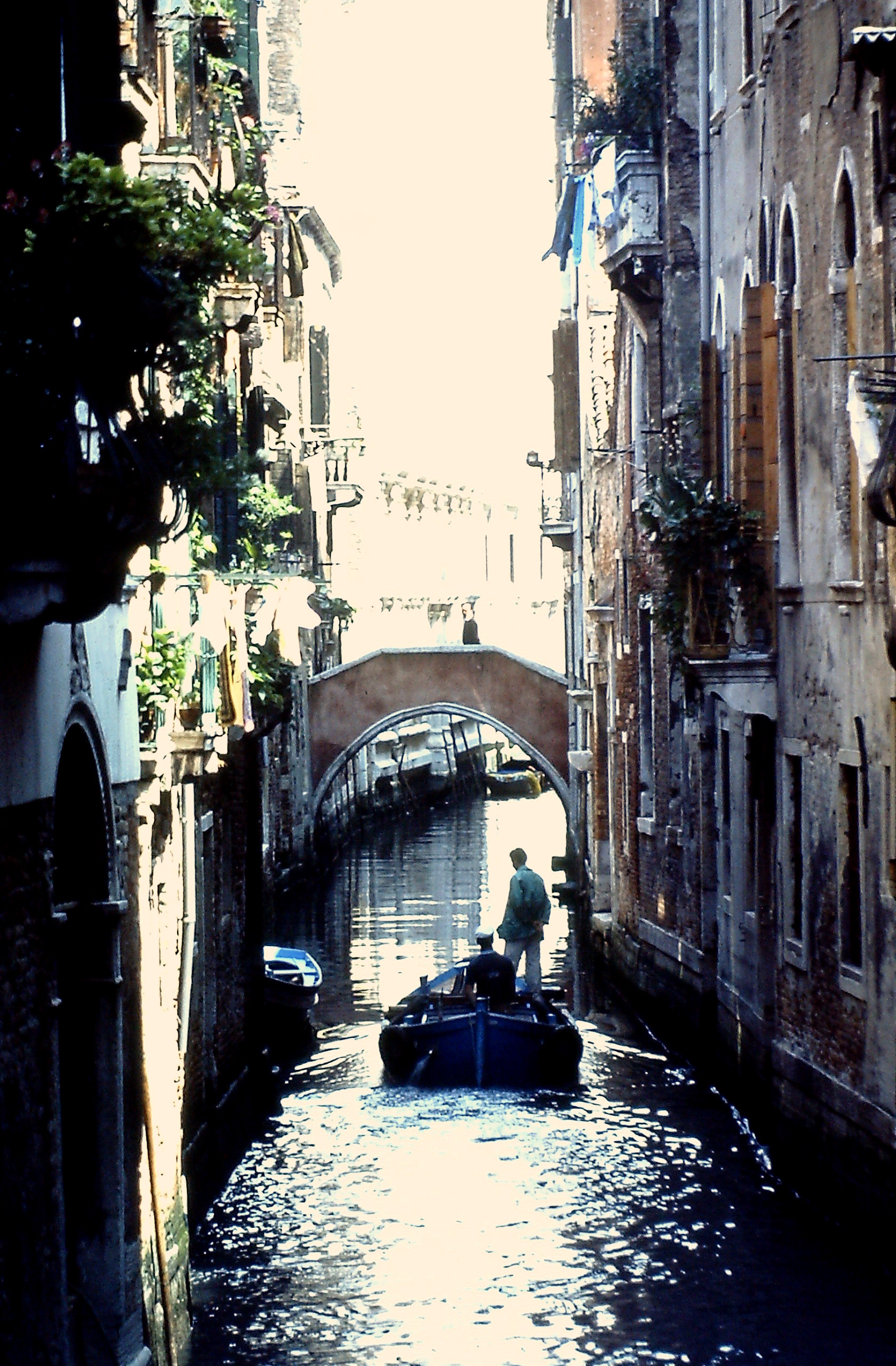
Ponte del Ràvano[1]. Il relie la calle éponyme et la Calle del Tiozzi
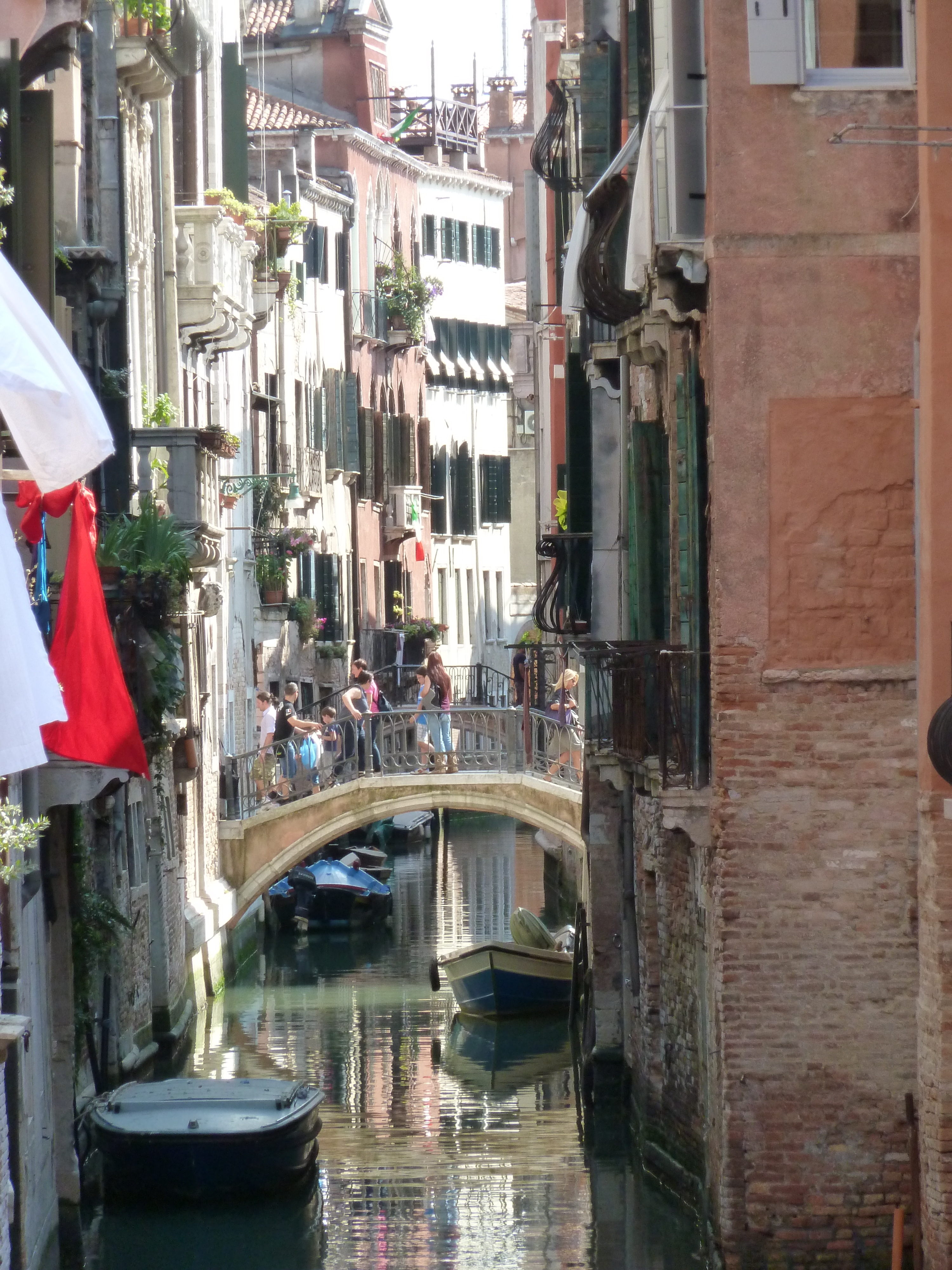
Ponte Santa Maria Mater Domini reliant le campo éponyme et le Ramo calle de la Regina.
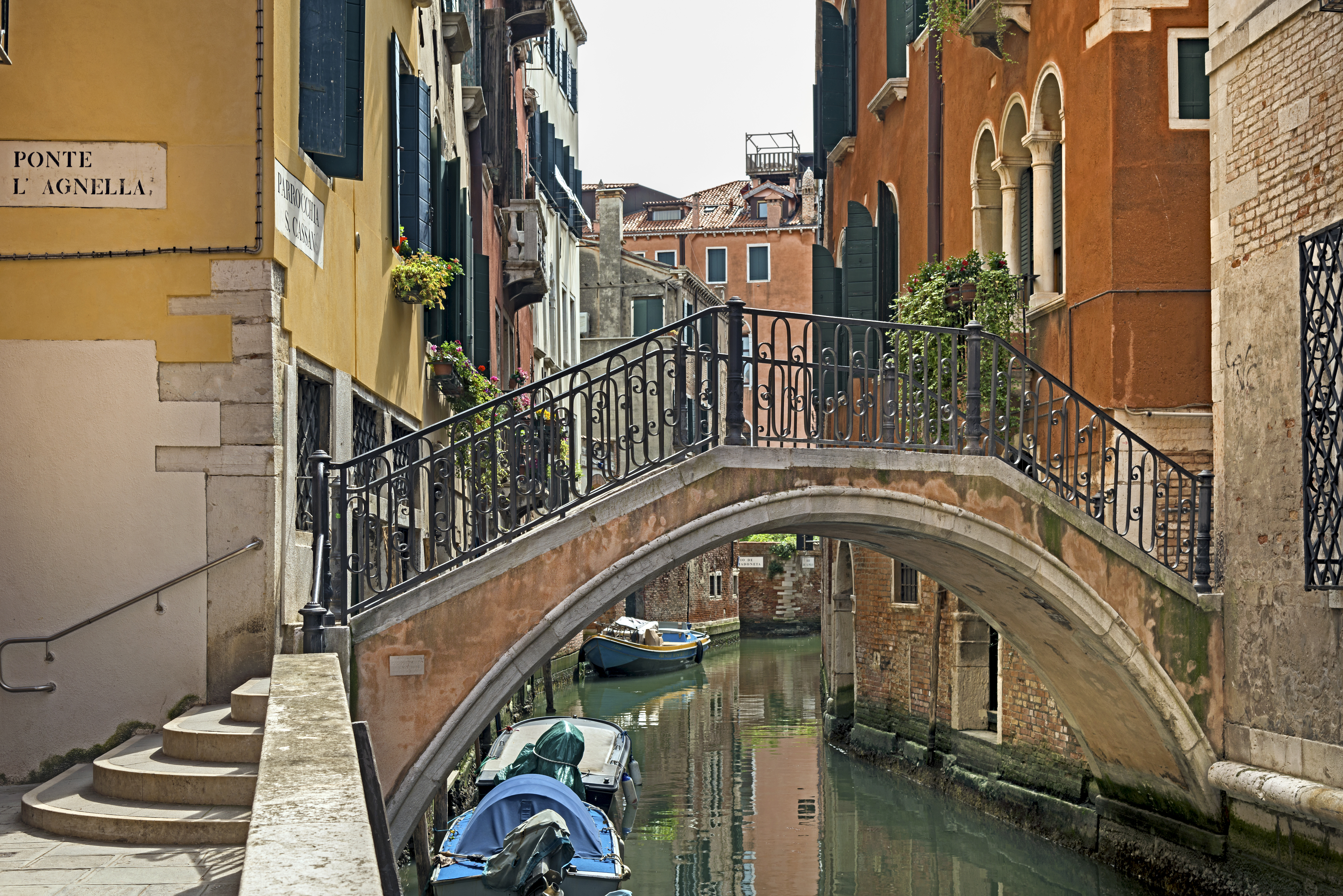
Ponte de l'Agnella ; la famille Dalla Agnella (vulg. Agnello) habita ici [2]. Il relie la calle éponyme et la Calle de Ca' Bonvicini.
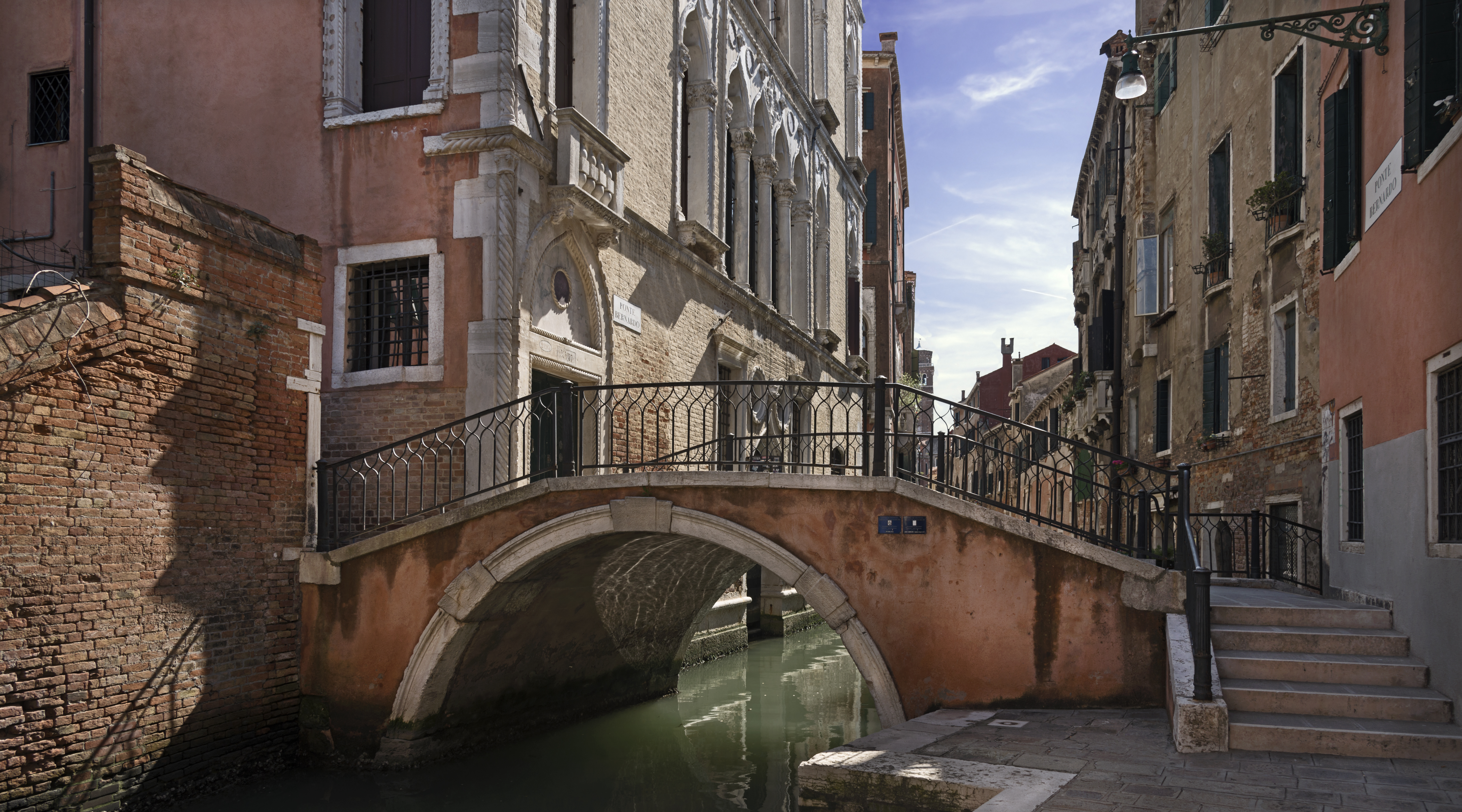
Ponte de Ca'Bernardo; il relie la Calle del Scaleter  à la calle Bernardo.